# Tanya Atwater
Tanya Atwater (Los Ángeles, 27 de agosto de 1942) es una geofísica y geóloga estadounidense especializada en la tectónica de placas, en particular, en la evolución de la falla de San Andrés. Se ha dedicado a la divulgación y educación, poniendo el foco en la creación de productos multimedia animados y presentaciones en las que representa historias sobre la tectónica de placas.
Recibió su educación en el M.I.T. (Massachusetts Institute of Technology), en la Universidad de California en Berkeley y en el "Scripps Institute of Oceanography" (Instituto de Oceanografía Scripps), completando su doctorado en 1972.

## Biografía
De madre botánica y padre ingeniero, creció en el seno de una familia científica. Comenzó su educación en el M.I.T. en 1960, y obtuvo la licenciatura en geofísica por la Universidad de California, Berkeley, en 1965. Escogió geología en el M.I.T. porque amaba esa rama. Durante su infancia viajaba por el oeste, acampando, haciendo "rafting" y explorando la naturaleza. Encontró pues, irresistible, el buscar una ciencia que le llevara a disfrutar del aire libre. Sin embargo, la geología en aquellos tiempos estaba formada por un montón de hechos sin ninguna plantilla o base central que explicara por qué las cosas eran como eran. Afortunadamente, justo en el momento en que Tanya se estaba introduciendo en la geología, la revolución de la tectónica de placas estaba comenzando, gracias a todos esos nuevos datos procedentes del fondo del océano y que mostraban cómo se separaban las placas.
Solicitó su ingreso en el Instituto de Oceanografía Scripps para acceder a los estudios de postgrado en 1967, donde completó el doctorado en 1972. Llegó allí dos semanas después de Fred Vine, que era el padre de la teoría sobre la expansión de los fondos marinos. Fred tenía todas las medidas magnéticas del fondo del océano. En esa época se dio cuenta de que el fondo oceánico tenía marcas en él, marcas o rayas magnéticas que, con un magnetómetro, podían mostrar la edad que tenía. Los datos que se obtuvieron fueron tan claros y fáciles de interpretar que cambiaron la idea de todo el mundo acerca del planeta.
Cuando Tanya comenzó estos estudios de postgrado, se consideraba desafortunado que las mujeres estuvieran a bordo de barcos. Sin desanimarse, se inscribió para trabajar en el primer crucero de investigación para observar de cerca el centro de expansión de los fondos marinos. Viaje tras viaje, ella y sus mentores lucharon por su derecho a trabajar en embarcaciones oceanográficas. Tanya comentaba que, por suerte, tuvo mentores masculinos que le ayudaron a romper barreras. Por ejemplo, cuando algunos administradores dijeron que no podía estar en un barco pequeño porque no había un baño separado para mujeres, sus mentores les dijeron a estos que ella podía demandarles, por lo que, acabaron convenciéndose de que podían tener a mujeres a bordo si se cerrase la puerta del baño. También se encontró con dificultades en los submarinos, porque se preguntaban cómo iban a orinar las mujeres que tenían que bajar al fondo del océano. Tanya se sorprendía al comprobar que, con todas las cosas espectaculares que estaban haciendo en esos entornos en favor de la ciencia, algunas personas se preocuparan de estos detalles. Desde entonces, y a pesar de estas dificultades, Atwater ha tenido una carrera extraordinaria en el estudio de la tectónica de placas y fue fundamental para unir la evolución del límite de la placa de la falla de San Andrés. De hecho, la tectónica de placas del oeste americano, especialmente de California, está considerada su especialidad.
Atwater continúa siendo experta en tectónica de placas en el oeste de América del Norte y en cinemática de placas, incluido el noreste del Pacífico, con su trabajo de geofísica marina y su capacidad para integrar estos conjuntos de datos. Con la mejora cada vez mayor en los estudios del fondo del Océano Pacífico y en la historia de la tectónica de placas, ha sintetizado una variedad de observaciones geofísicas marinas para producir un mapa tectónico de las características del fondo marino del Pacífico Noroeste. Aunque las encuestas posteriores llenaron algunos vacíos de datos, este trabajo sigue siendo un estándar décadas después. Tanya interpretó la historia de la placa y la microplaca revelada por este mapa, para examinar las consecuencias geológicas, como las brechas de losa y para proporcionar vínculos adicionales con los avances en tectónica terrestre.
Dirigida por su entusiasmo por estos avances, ha convertido los resultados de su tectónica de placas en animaciones con una historia precisa y cuantificada de los movimientos de la placa y la deformación tectónica relacionada. Ha establecido un sitio web y un centro de visualización (http://emvc.geol.ucsb.edu) al alcance de todos, desde científicos de alto nivel hasta el público en general. Sus animaciones y sus publicaciones, junto con su enseñanza inspiradora y los muchos viajes de campo que ha dirigido a educadores y no especialistas, constituyen un legado duradero que nos ayuda a todos a comprender y visualizar las maravillas de la tectónica de placas.

## Principales contribuciones
Ha participado o liderado numerosas expediciones oceanográficas en los océanos Pacífico y Atlántico, incluidas doce inmersiones en el fondo marino en el diminuto sumergible Alvin. Es especialmente conocida por sus trabajos sobre la historia de la tectónica de placas del oeste de América del Norte y el sistema de fallas de San Andrés.
Es autora de 50 artículos en revistas internacionales, volúmenes profesionales e informes importantes, así como presentaciones en video. Muchos de estos son estudios de referencia sobre geofísica marina y tectónica de placas que se reimprimieron en volúmenes definitivos sobre los temas. Siete de estos artículos aparecieron en las revistas de alto nivel como "Nature and Science".
Durante la década de 1960, cuando aún era un estudiante graduada en la Universidad del Sur de California, Tanya ayudó a mostrar cómo se desarrolló el oeste de los Estados Unidos. Un documento que escribió en 1970 sobre los orígenes y el crecimiento de la falla de San Andrés la convirtió en una de las principales protagonistas de la revolución que estaba barriendo el campo de la geología: el darse cuenta de que la corteza terrestre se rompe en fragmentos llamados placas tectónicas cuyos empujones y fricciones entre sí están constantemente remodelando el planeta.
En 1968, fue coautora de un trabajo de investigación que presentó un trabajo innovador sobre la naturaleza defectuosa de los centros de expansión. Con Jack Corliss, Fred Spiess y Kenneth Macdonald, jugó un papel clave en las expediciones que descubrieron la distinta biología de los manantiales cálidos del océano, lo que condujo al descubrimiento durante el proyecto RISE de las chimeneas hidrotermales de alta temperatura (respiraderos hidrotermales submarinos). En la investigación de Atwater sobre Grietas de propagación cerca de las Islas Galápagos, descubrió que las grietas de propagación se crearon cuando los centros de expansión a lo largo del lecho marino fueron perturbados por el movimiento tectónico o el magma y, por lo tanto, tuvieron que cambiar de dirección para realinearse. Esto ayudó a explicar el complejo patrón del fondo marino.
Escribió dos importantes trabajos de investigación que describen la historia de la evolución de la tectónica de placas en América del Norte y los problemas tectónicos de la falla de San Andrés, que ayudaron a documentar la historia de la línea de falla de San Andrés. También estudió la evolución geométrica, integrando y comparando los registros globales de movimiento de placas con los registros geológicos continentales regionales. Encontró relaciones emergentes que revelaron los orígenes de muchas características geológicas a gran escala (por ejemplo, las Montañas Rocosas, Yellowstone, el Valle de la Muerte, los volcanes en cascada, los rangos de la costa de California).
Publicó un artículo de investigación, "Implicaciones de la tectónica de placas para la evolución tectónica cenozoica del oeste de América del Norte", en el que explica que hace aproximadamente 40 millones de años, la Placa de Farallón se subdividía debajo de la placa de América del Norte y la placa del Pacífico. La mitad inferior de la placa de Farallón estaba completamente subdividida en el sur de California y la mitad superior no se hundió, lo que finalmente se conoció como la Placa de Juan de Fuca. Desde la sección sur de Farallón, la frontera del sur de California estaba en ese momento entre Placa del Pacífico y la Placa de América del Norte. La falla de San Andrés es única porque actúa como una línea de falla mayor, así como una frontera entre la Placa del Pacífico y la Placa de América del Norte.
También se dedica a la comunicación de la ciencia, a enseñar a estudiantes en todos los niveles, a presentar numerosas conferencias, talleres y excursiones para maestros de K-12 y para grupos públicos, y a la asesoría para los medios escritos, museos, televisores y productores de video. Dirige el Centro de visualización multimedia multimedia en UCSB, creando animaciones geológicas que son utilizadas ampliamente por maestros, museos y medios de comunicación.
En 2009 dio una conferencia gratuita y abierta al público en el campus de Tulsa, Oklahoma hoy titulada "Tectónica de placas cenozoicas en el oeste de los Estados Unidos: de la subducción a la falla de San Andrés".

## Premios y reconocimientos
- Ha recibido el Premio al Mejor Artículo de la Sección de Cordilleranos de la Sociedad Geológica de América, un Premio del Director de la Fundación Nacional de Ciencias para "Distinguished Teaching Scholars",
- Recibió la Medalla Leopold von Buch de Alemania por "contribuciones sobresalientes de carrera en las geociencias".
- Fue elegida para la Academia Nacional de Ciencias en 1997.[2]
- En 1984, ganó el Premio de Estímulo de la Asociación de Mujeres Geocientíficas.
- Obtuvo una beca de investigación Sloan en 1975-1977.
- También fue nombrada como distinguida conferenciante en Carleton College, Minnesota y San Antonio State College, Texas.
- Es miembra de la Academia Nacional de Ciencias.
- Declarada científica del año para el Libro mundial de 1980.
- Ganó el Newcomb Cleveland Prize de la American Association for the Advancement of Science (AAAS).
- Miembra de varios comités y paneles nacionales e internacionales, incluida la presidencia del Comité Asesor de Perforación del Margen Marino o el Proyecto Internacional de Perforación.
- Formó parte de numerosos comités de la Unión Geofísica Americana.[8]